# Sant Ermengol de l'Aldosa
Sant Ermengol de l'Aldosa és una església dels segles XVIII al XIX del llogaret de l'Aldosa de la Massana dins la parròquia de La Massana a Andorra.
És un edifici de planta rectangular amb un absis quadrangular i coberta a dues vessants sobre encavallades de fusta. El campanar és d'espadanya. En el seu interior es guarda un retaule que combina una taula barroca amb pintures sobre tela datades al segle xix i atribuïdes al pintor Josep Oromí de la Seu d'Urgell.